# دينيس شيبانوف
دينيس شيبانوف (27 نوفمبر 1989 بسارانسك في روسيا - ) هو لاعب كرة قدم روسي في مركز حراسة المرمى. لعب مع FC KAMAZ Naberezhnye Chelny ‏ ونادي موردوفيا سارانسك.

## وصلات خارجية
- دينيس شيبانوف على موقع إي إس بي إن إف سي (الإنجليزية)
- دينيس شيبانوف على موقع قاعدة بيانات كرة القدم.إي يو (الإنجليزية)
- دينيس شيبانوف على موقع Soccerbase.com (لاعب) (الإنجليزية)
- دينيس شيبانوف على موقع Soccerway.com (الإنجليزية)
- دينيس شيبانوف على موقع عالم كرة القدم.نت (الإنجليزية)